# DHB Bank
De DHB Bank is een Nederlandse Bank (opgericht in 1992) met de Turkse Halkbank en HCBG Holding BV als aandeelhouders. De bank valt in 2017 onder het Nederlandse depositogarantiestelsel. Het hoofdkantoor is gevestigd in Rotterdam.
De DHB bank is sinds 1999 ook actief in België, maar op basis van de Nederlandse bankvergunning. In het najaar van 2016 beëindigde de bank de spaaractiviteiten in België. De instelling bleef echter nog wel persoonlijke leningen verstrekken in dat land.